# Compignano
Compignano is een plaats (frazione) in de Italiaanse gemeente Marsciano.